# Alamo (Dakota del Nord)
Alamo è un centro abitato (city) degli Stati Uniti d'America, situato nella Contea di Williams, nello Stato del Dakota del Nord. Nel censimento del 2000 la popolazione era di 51 abitanti. La città è stata fondata nel 1916.

## Geografia fisica
Secondo i rilevamenti dell'United States Census Bureau, la località di Alamo si estende su una superficie di 1,5 km², tutti occupati da terre.

## Popolazione
Secondo il censimento del 2000, ad Alamo vivevano 51 persone, ed erano presenti 18 gruppi familiari. La densità di popolazione era di 36 ab./km². Nel territorio comunale si trovavano 43 unità edificate. Per quanto riguarda la composizione etnica degli abitanti, il 100% era bianco.
Per quanto riguarda la suddivisione della popolazione in fasce d'età, il 9,8% era al di sotto dei 18, il 5,9% fra i 18 e i 24, il 13,7% fra i 25 e i 44, il 41,2% fra i 45 e i 64, mentre infine il 29,4% era al di sopra dei 65 anni di età. L'età media della popolazione era di 50 anni. Per ogni 100 donne residenti vivevano 121,7 maschi.